# 胶印

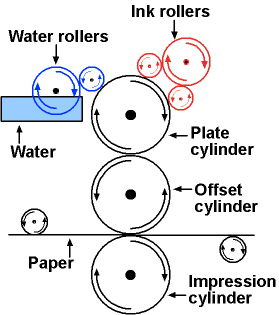
胶印印刷工艺

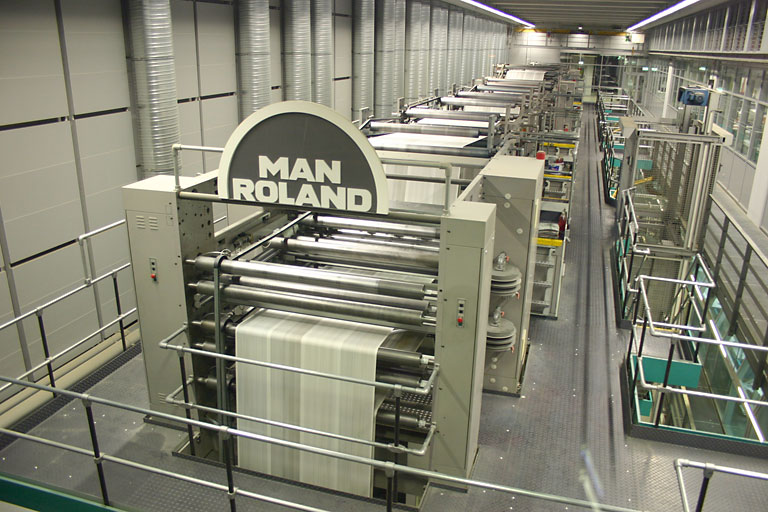
曼罗兰高速胶印机

胶印（英語：Offset printing，又名柯式印刷）是广泛使用的印刷技术，是先把上墨的图像转移到橡皮布上，然后再转移到印刷材料表面的一种印刷方法。胶印是平版印刷的一种，也是基于水墨相斥的原理的，胶印技术可以避免印刷表面的水与油墨一起传递到印刷材料的表面上。
胶印的优点如下：
- 图像高——比凸版印刷更加清晰、明锐，因为橡皮布能够与印刷材料表面的纹理很好地接触。
- 除了平滑的纸张外，还可以使用范围广泛的印刷材料，例如木头、织物、金属、皮革、较粗糙的纸张等。
- 印版的制作快速、简便。
- 印版耐印率比直接平版印刷更高——因为印版和印刷表面之间没有直接接触。